# Aimo Cajander
Aimo Kaarlo Cajander (4. dubna 1879 Uusikaupunki – 21. ledna 1943 Helsinky) byl finský botanik a politik.
Pocházel z učitelské rodiny, vystudoval přírodní vědy, absolvoval stáž na Mnichovské univerzitě a vědeckou výpravu na Sibiř. V roce 1911 byl jmenován profesorem lesnictví na Helsinské univerzitě, stál také v čele státní správy lesů Metsähallitus a zasloužil se o zřízení lesnického výzkumného ústavu. V letech 1922–23 byl předsedou Finské akademie věd.
Přátelil se s finským prezidentem Ståhlbergem, který ho v letech 1922 a 1924 pověřil vedením krátkodobých úřednických vlád. V roce 1927 Cajander vstoupil do Ståhlbergovy Národní pokrokové strany, za kterou byl poslancem parlamentu a ministrem obrany, v roce 1933 se stal předsedou strany. V březnu 1937 byl potřetí jmenován premiérem, když Národní pokroková strana vytvořila širokou koalici se sociálními demokraty a agrárníky. V říjnu 1939 Cajanderova vláda odmítla sovětské návrhy na změnu hranic, což vedlo k zimní válce. Po vypuknutí války byl Cajander tvrdě kritizován, že podcenil nebezpečí a nepřipravil zemi na obranu (pro rekruty nebyl ani dostatek uniforem a bojovali v improvizovaném oblečení, pro které se ujal posměšný název „model Cajander“), rozhodl se proto odstoupit z funkce a vrátit se k vědecké práci.
Botanikou se zabývali také jeho synové Erkki Kalela a Aarno Kalela.